# 소송계속
소송계속(訴訟係屬, lis pendens)이란 특정한 청구에 관하여 특정한 법원에 재판절차가 현실적으로 존재하는 상태, 즉 특정한 사건이 특정한 법원에서 재판절차로 심판되고 있는 상태를 가리킨다. 소송계속은 사건이 재판절차에서 심판되는 것이므로, 재판절차 이외의 절차(예컨대 강제집행절차, 가압류·가처분절차, 조정절차, 중재절차)에서 심리되어도 소송계속이 되지 아니한다. 제소전화해절차와 독촉절차에 관하여는 다툼이 있으나, 이는 재판절차로 직접 이행할 수 있으므로 이 경우에도 소송계속이 있다고 보는 것이 통설이다.
소송계속은 어떤 사건이 판결절차의 대상으로 되어 있는 상태를 말한다. 강제집행·조정·보전 기타의 절차가 개시되더라도 소송계속은 발생하지 아니한다. 또한 소송계속은 특정의 소송물이 되는 권리관계에 대하여 생긴다. 예를 들면 소유권에 기하는 방해배제청구에 있어서 공격방어방법에 불과한 소유권의 주장에 관하여는 소송계속이 생기지 아니한다. 소의 제기에 의하여 소송계속이 생기는데 그 시기에 대해서는 여러 가지 설이 있다. 다수설은 원고가 법원에 소장을 제출한 때부터라고 주장하고 있으나 피고에의 소장송달에 의하여 당사자의 대립관에의 상태가 성립한 때부터라고 주장하는 설도 유력하다. 소송계속의 주요한 효력은 관할의 확정 및 중복제소의 금지 등이다.

## 판례
소송법률관계가 법원, 원고, 피고 3자 간의 3면적 법률관계라고 본다면, 이와 같은 소송법률관계는 피고에게 소장부본이 송달됨으로써 성립되기 때문에 소송계속의 발생시기는 소장부본의 송달시로 보고 있다.